# Alex Hofer (Skirennläufer)
Alex Hofer (* 15. September 1994 in Brixen, Südtirol) ist ein ehemaliger italienischer Skirennläufer.

## Biografie
Nach den Pflichtschulen besuchte er die Sportoberschule „Claudia von Medici“ in Mals (Provinz Bozen). Hofer gab sein internationales Renndebüt am 28. November 2009 bei einem FIS Riesenslalom in Sulden. Einen ersten Achtungserfolg erzielte er beim Europäischen Olympischen Jugend-Winterfestival in Liberec, als er im Riesenslalom Rang 11 belegte. In der Saison 2017/18 konnte Hofer erstmals ein Europacuprennen gewinnen. Sein erstes Weltcuprennen bestritt er am 6. Januar 2018 in Adelboden. Seine ersten Punkte gewann er am 28. Februar 2021 in Bansko. In der Zwischenzeit war Hofer hauptsächlich im Europacup angetreten, wobei er sich dort im erweiterten Spitzenfeld etablieren konnte.
Sein bestes Weltcupergebnis erreichte er am 8. Januar 2022 mit Rang 18 beim Riesenslalom in Adelboden. Seit 2013 war er Mitglied der Finanzsportgruppe „Fiamme Gialle“ in Predazzo (TN) und in der Saison 2018/2019 fand er Aufnahme im Italienischen Weltcup-Riesentorlaufteam. Wegen ausbleibender Erfolge fiel er wieder aus dem Weltcup-Team heraus und bestritt zuletzt fast nur noch FIS-Rennen. Im April 2024 erklärte er seinen Rücktritt.

## Erfolge

### Weltcup
- 1 Platzierung unter den besten 20

### Weltcupwertungen
| Saison  | Gesamt | Gesamt | Riesenslalom | Riesenslalom |
| Saison  | Platz  | Punkte | Platz        | Punkte       |
| ------- | ------ | ------ | ------------ | ------------ |
| 2020/21 | 145.   | 5      | 57.          | 5            |
| 2021/22 | 117.   | 23     | 34.          | 23           |

### Europacup
- Saison 2017/18: 20. Gesamtwertung, 4. Riesenslalomwertung, 67. Slalomwertung
- Saison 2020/21: 7. Riesenslalomwertung
- 4 Podestplätze, davon ein Sieg:

| Datum           | Ort                | Land       | Disziplin    |
| --------------- | ------------------ | ---------- | ------------ |
| 15. Januar 2018 | Kirchberg in Tirol | Österreich | Riesenslalom |

### Australian New Zealand Cup
- 1 Platzierung unter den besten 10

### South American Cup
- 1 Platzierung unter den besten 10

### Europäisches Olympisches Jugendfestival
- Liberec 2011: 11. Riesenslalom, DNF Slalom

### Weitere Erfolge
- 17 Siege in FIS-Rennen